# Province de Thừa Thiên Huế
 (juin 2009).
Si vous disposez d'ouvrages ou d'articles de référence ou si vous connaissez des sites web de qualité traitant du thème abordé ici, merci de compléter l'article en donnant les références utiles à sa vérifiabilité et en les liant à la section « Notes et références ».
Thừa Thiên Huế est une province de la région de la côte centrale du Nord du Việt Nam.

## Géographie
Ayant une superficie de 5 054 km2, avec 1 105 494 habitants. Elle est limitée au Nord par la province de Quảng Trị, à l'Ouest par la mer de Chine méridionale, au Sud par la municipalité de Đà Nẵng et la province de Quảng Nam, à l'Est par le Laos (provinces de Saravane et de Sékong).
La province de Thừa Thiên Huế a une topographie complexe, elle est composée de quatre zones différentes : une région montagneuse, des collines, des plaines et des lagunes avec leurs cordons littoraux. Elle possède une plage de 126 km de long.
Les montagnes, couvrant plus de 50 % de la superficie totale, s’étendent à l’ouest et au sud-ouest. Leur altitude varie de 500 à 1 480 mètres.
Les collines, qui ont une altitude plus faible (de 20 à 200 mètres avec parfois des sommets atteignant 400 mètres), occupent 33 % de la superficie et couvrent la partie intermédiaire entre les montagnes et les plaines.
Les plaines s’étendent sur une superficie d’une dizaine de pourcents de la surface totale, à une altitude comprise entre 0 et 20 mètres. Elles se répartissent principalement autour des lagunes qui occupent les 5 % restants de la surface de la province.
Ces quatre zones topographiques distinctes ont des relations étroites entre elles.

## Le climat
Le climat de la province de Thừa Thiên Huế possède les caractères généraux du climat du centre du Việt Nam. C’est un climat tropical, très influencé par le régime des moussons, avec deux saisons bien distinctes : la saison pluviale et la saison sèche.
Température et humidité
Dans les plaines et dans les collines, la température moyenne annuelle est de 25 °C, dans les montagnes elle est de 21 °C. Durant l’année, deux périodes se distinguent.
D’abord une période plus froide, de novembre à mars, avec des vents froids venant du nord-est. La température moyenne mensuelle la plus basse apparaît au mois de janvier avec 20 °C. Les températures minimales peuvent descendre jusqu’à 12 °C dans les plaines et l’humidité relative moyenne mensuelle est importante, entre 85 et 95 %.
Une période plus chaude s'étend d’avril à septembre avec des températures moyennes mensuelles allant jusqu’à 29 °C en juillet et des pointes jusqu’à 41 °C. L’humidité relative est plus faible, et peut descendre parfois jusqu’à 50 %.
Précipitations
Les précipitations annuelles de la province s’élèvent à 3 200 mm avec une répartition non uniforme. Selon les années, les précipitations moyennes annuelles peuvent varier de 2500 à 3 500 mm dans les plaines et de 3000 à 4 500 mm sur les montagnes. Certaines années, les précipitations peuvent être encore plus élevées et dépasser les 5 000 mm dans les montagnes.
La saison des pluies se répartit de septembre à décembre avec des précipitations représentant 70 % des précipitations annuelles.
Les précipitations se produisent souvent sur une durée brève entraînant de grandes inondations et des phénomènes d’érosion causant de grands dégâts d’ordre socio-économique et environnemental. Les inondations survenues en novembre 1999, par exemple, ont fait 600 victimes et inondé 600 000 maisons.

## Population
La province compte 1 105 494 habitants et a une densité de 219 habitants au km2, très inégalement répartie sur le territoire. La densité de population est beaucoup plus élevée dans toute la région côtière avec des densités habituellement supérieures à 400 habitants au km2 tandis que les régions montagneuses ont une densité très faible, aux alentours de 30 habitants au km2.
Ceci pose des problèmes de surexploitation des sols des plaines.
Le taux de croissance annuelle est de 1,4 %.
Le nombre moyen de personnes par foyer est de 7 à 9 et 69 % de la population vit en milieu rural.
La plupart des communes possèdent une école maternelle, un collège et un lycée mais les infrastructures sont rudimentaires.

## Hydrologie
Les rivières
La province est parcourue par une multitude de rivières qui se déversent pour la plupart dans les lagunes. Les plus importantes sont la rivière des Parfums (sông Hương), la rivière Bồ (sông Bồ) et la rivière Ong Lau (sông Ông Lâu).
Les débits des rivières sont importants durant la saison des pluies, le débit d’étiage a lieu du mois de mars au mois d’août.
Les deux lagunes
La lagune de Tam Giang-Cầu Hai est une des étendues d'eau saumâtre les plus importantes d'Asie du Sud-Est, avec une superficie de 21 600 ha, et une longueur de 68 km le long de la mer. Elle est en communication avec la mer par deux passes : Thuan An et Tu Hien et reçoit l'eau douce d'une multitude de rivières dont les plus importantes sont la rivière des Parfums (sông Hương), la rivière Bồ, la rivière Ong Lau et la rivière Truoi.
L’autre lagune, celle de Lang Co, située au sud, est beaucoup plus petite avec une superficie de 1500 ha. Elle reçoit l’eau douce de petites rivières et communique avec la mer par la passe de Lang Co.

## Économie
Environ 95 % des foyers utilisent l’électricité. Mais les lignes électriques sont très rudimentaires, et peu solides. Les voies de communications liant les villages sont de plus en plus fréquemment asphaltées mais la plupart sont étroites et la circulation de véhicules de transport reste souvent difficile.
Le PNB de la province est de 284 US$ par habitant, ce qui est très faible par rapport au PNB national (482 $/hab.). Il se répartit en 43,6 % pour les services, 22,5 % pour le secteur primaire et 33,9 % pour l’industrie et la construction.
Agriculture

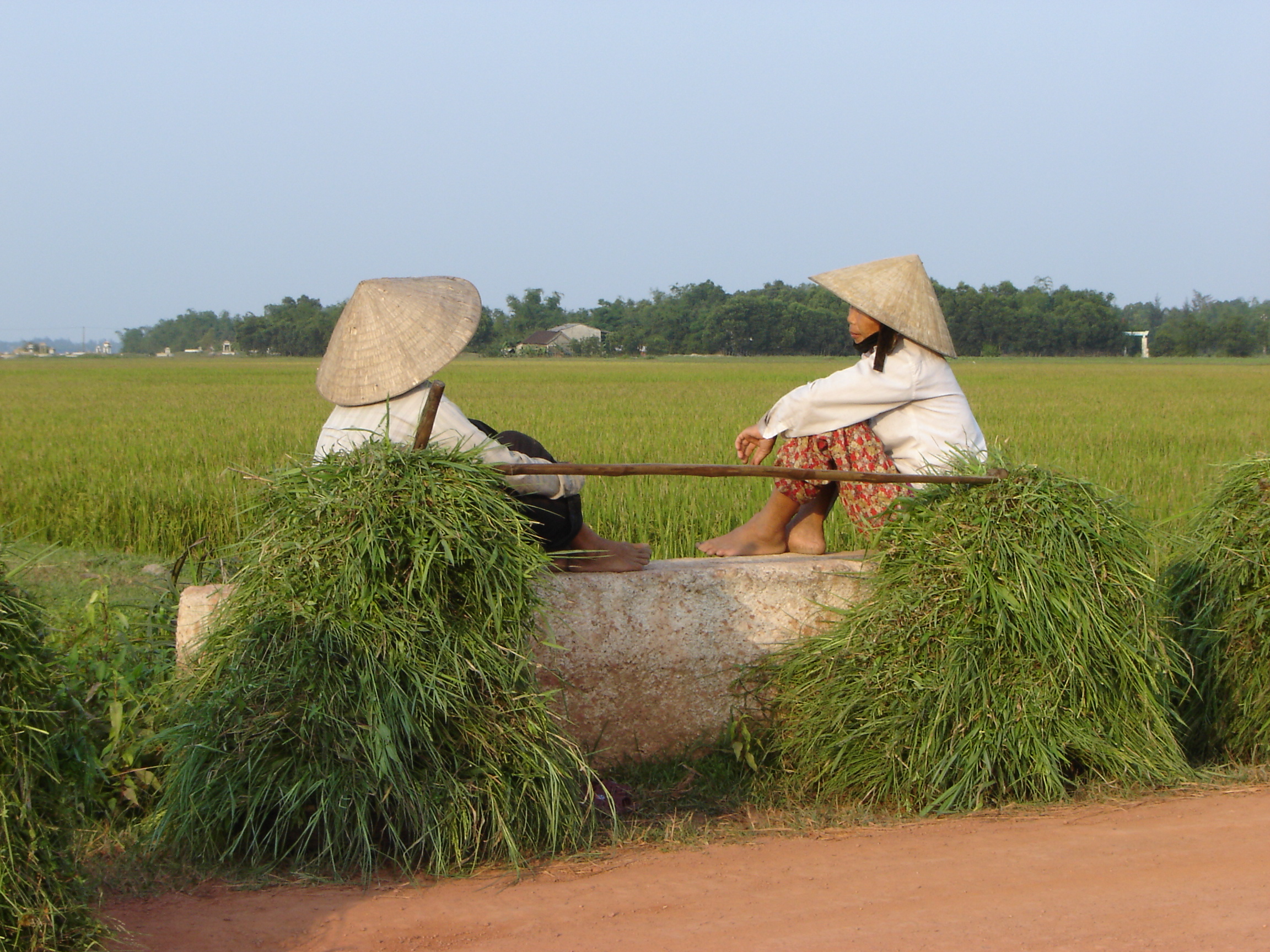
retour de la rizière (2006)

L’agriculture dans son ensemble représente 22,5 % du PNB répartis en 8 % pour les cultures, 4,6 % pour l’élevage, 7,5 % pour la pêche et 2,3 % pour la foresterie (calculs à prix courant).

## Administration
La Province de Thừa Thiên Huế est composée de la ville de Huế et des districts suivants:
- A Lưới
- Hương Thủy
- Hương Trà
- Nam Đông
- Phong Điền
- Phú Lộc
- Phú Vang
- Quảng Điền